# Amblyopone normandi
Amblyopone normandi är en myrart som först beskrevs av Santschi 1915.  Amblyopone normandi ingår i släktet Amblyopone och familjen myror. Inga underarter finns listade i Catalogue of Life.

## Bildgalleri

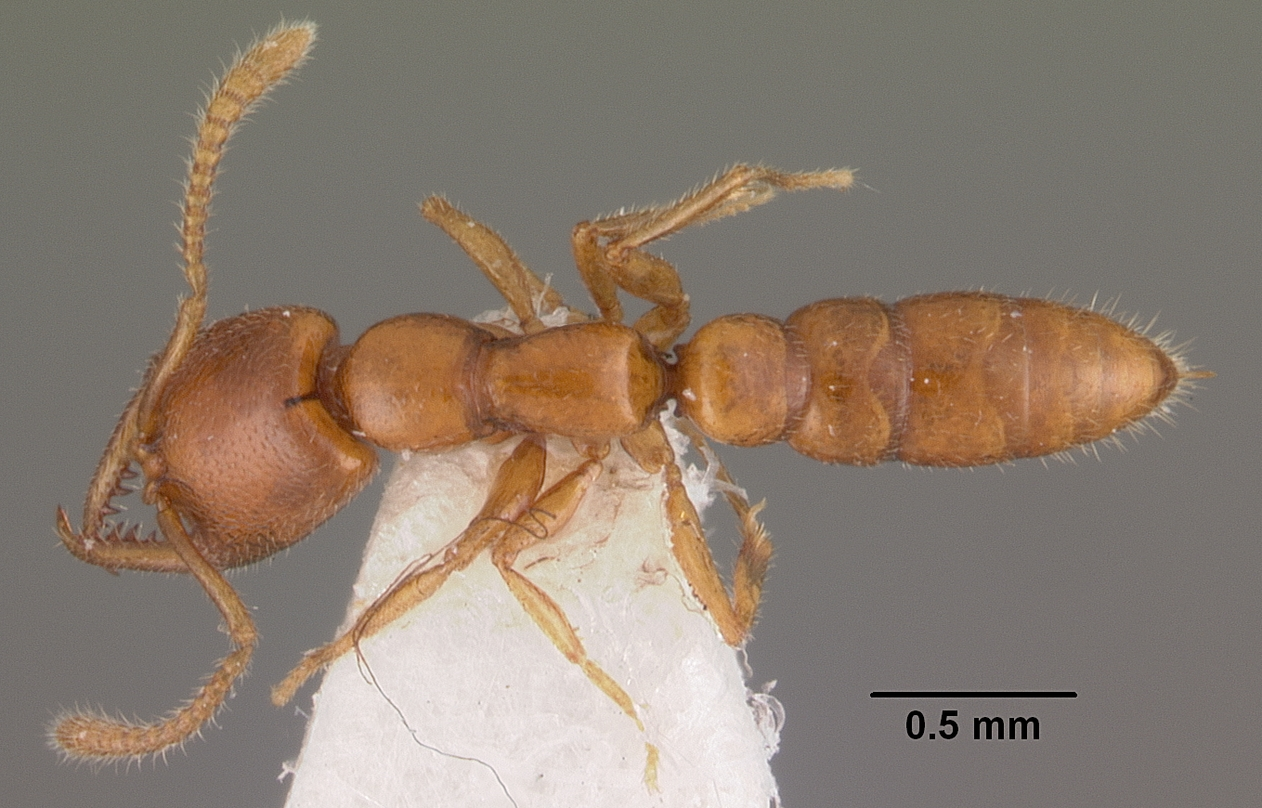
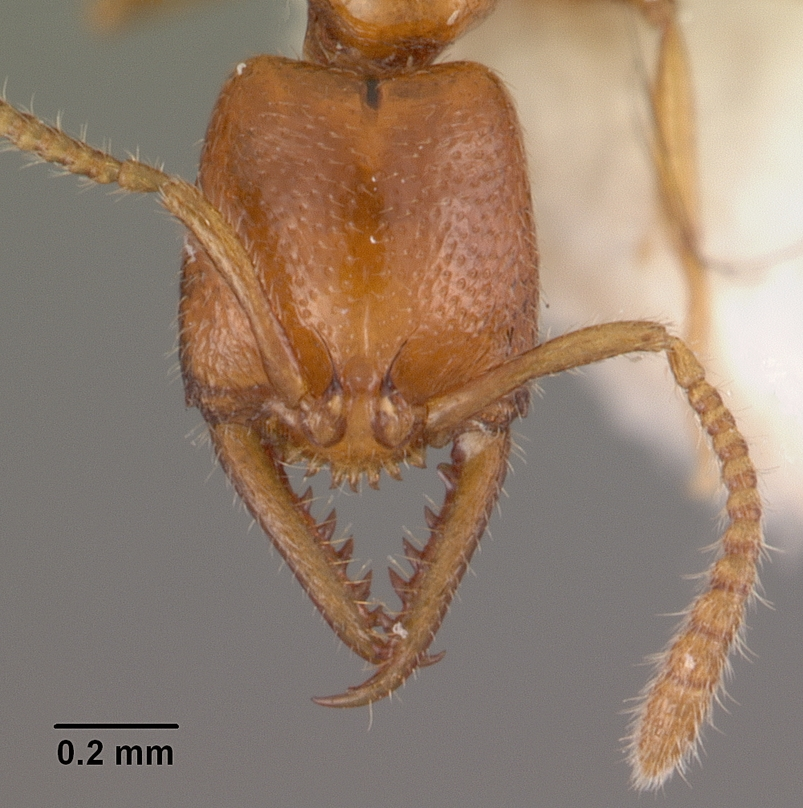
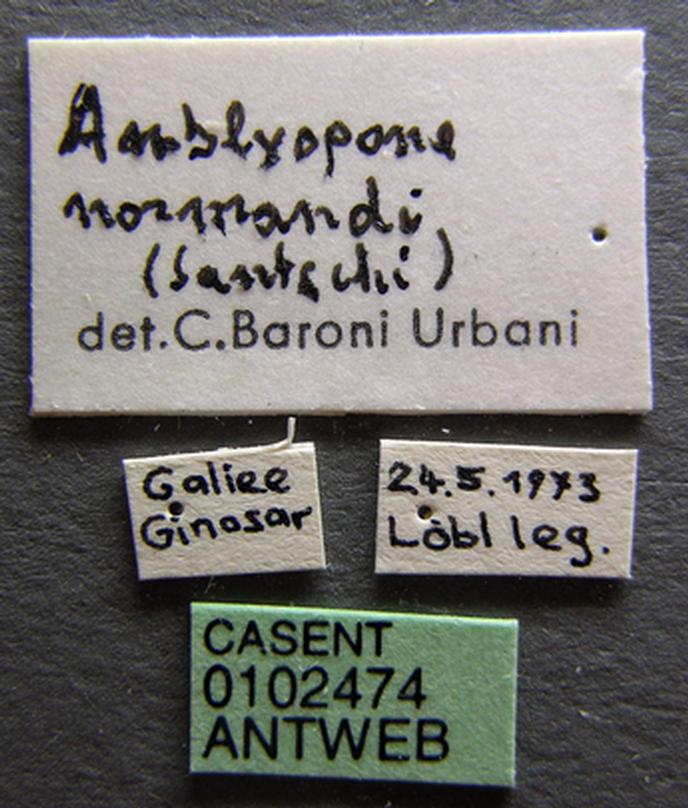
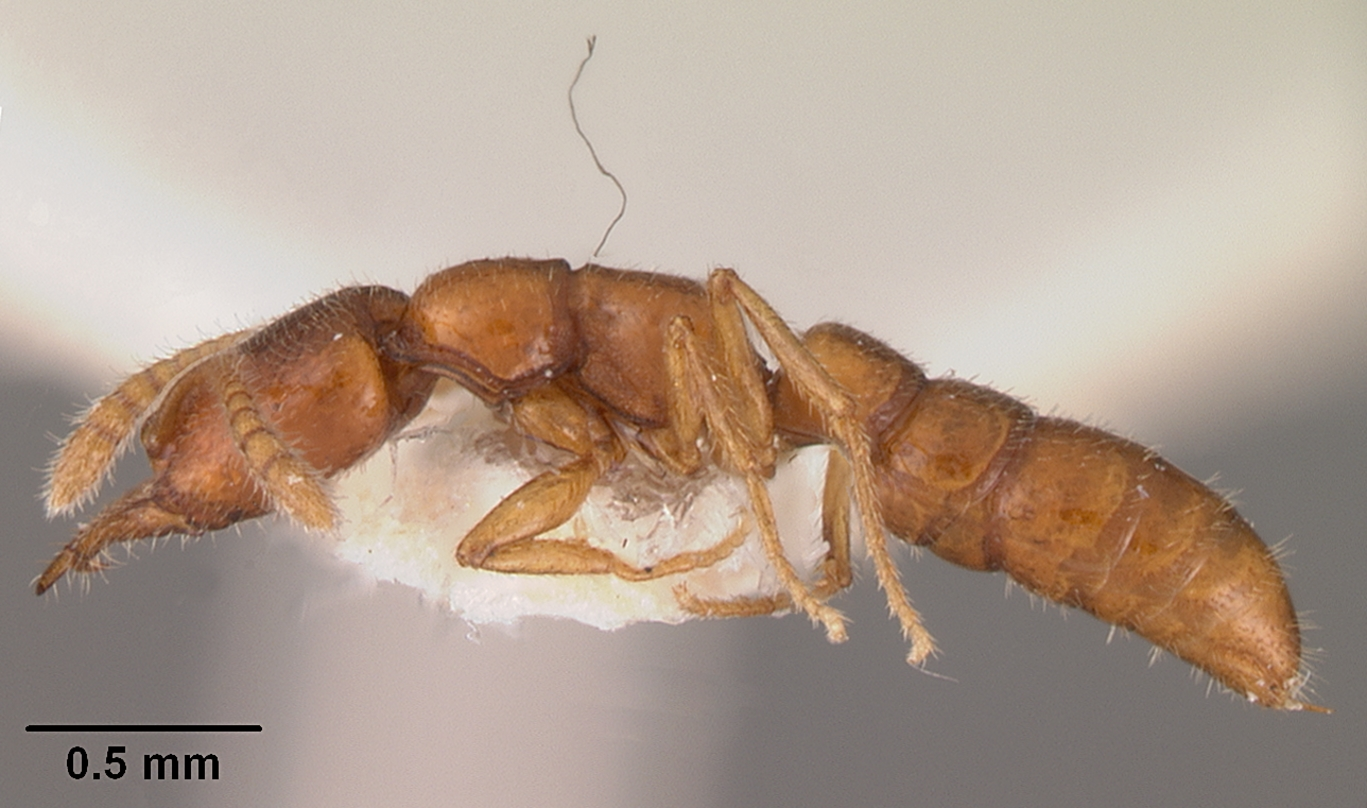
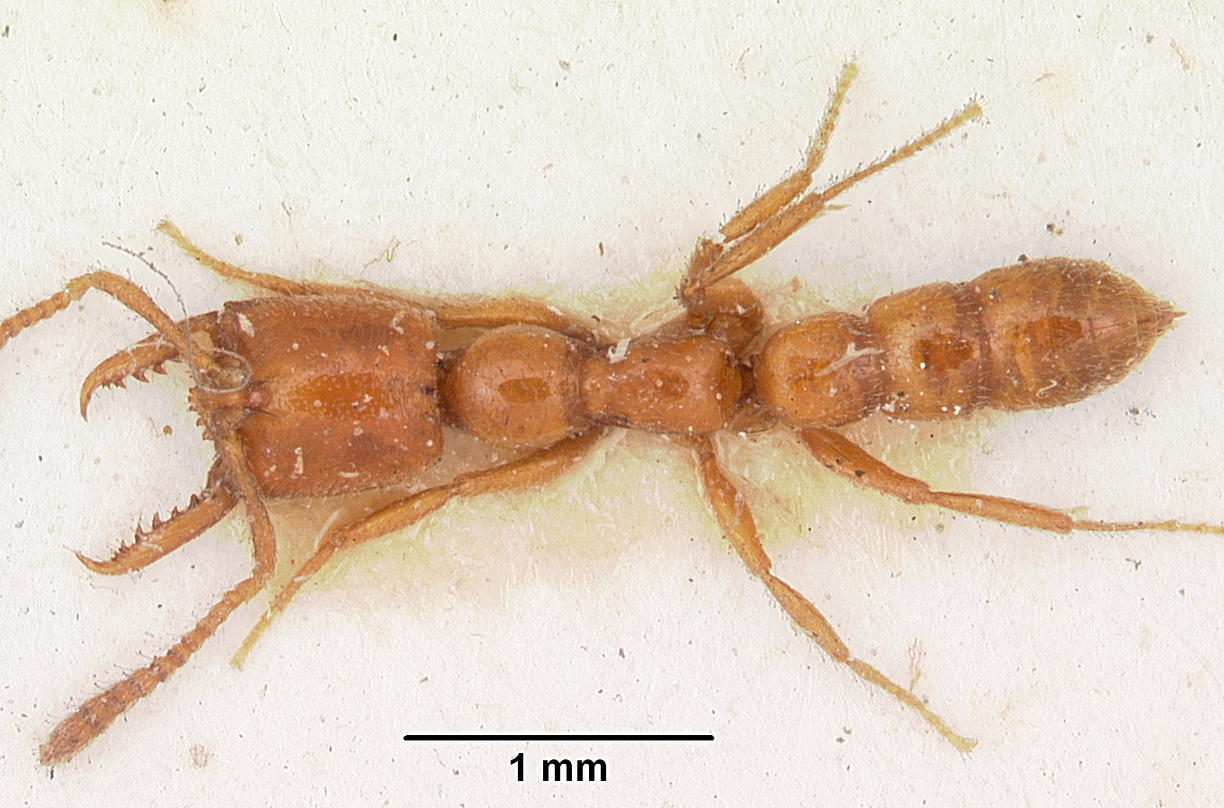
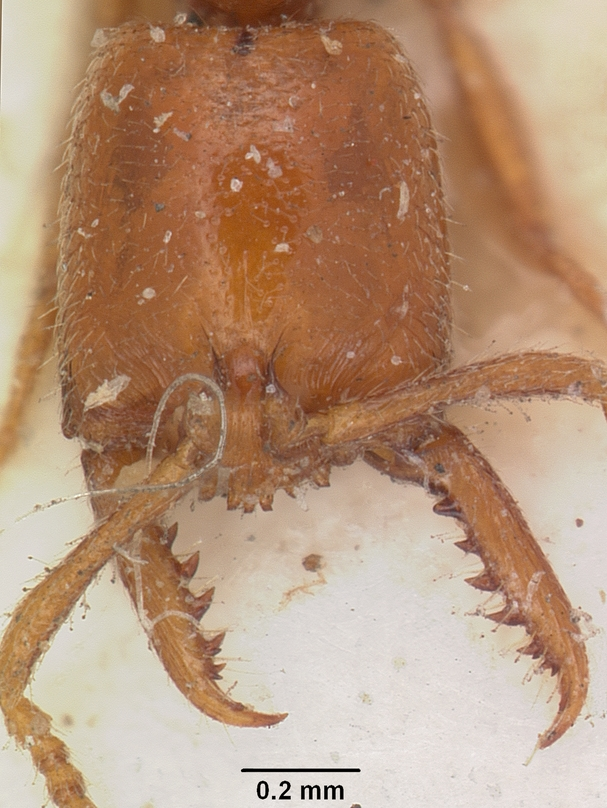